# Мозіні (містечко, Вісконсин)
Мозіні (англ. Mosinee) — місто (англ. town) в США, в окрузі Марафон штату Вісконсин. Населення — 2216 осіб (2020).

## Демографія
Згідно з переписом 2010 року, у місті мешкали 2174 особи в 814 домогосподарствах у складі 646 родин. Було 864 помешкання
Расовий склад населення:
| - 96,7 % — білих - 0,5 % — азіатів - 0,4 % — корінних американців - 0,2 % — чорних або афроамериканців - 1,5 % — осіб інших рас |

До двох чи більше рас належало 0,7 %. Частка іспаномовних становила 2,4 % від усіх жителів.
За віковим діапазоном населення розподілялося таким чином: 24,2 % — особи молодші 18 років, 64,6 % — особи у віці 18—64 років, 11,2 % — особи у віці 65 років та старші. Медіана віку мешканця становила 42,0 року. На 100 осіб жіночої статі у місті припадало 102,4 чоловіків;  на 100 жінок у віці від 18 років та старших — 104,6 чоловіків також старших 18 років.
Середній дохід на одне домашнє господарство  становив 79 823 долари США (медіана — 66 944), а середній дохід на одну сім'ю — 86 808 доларів (медіана — 78 333). Медіана доходів становила 56 134 долари для чоловіків та 36 331 долар для жінок. За межею бідності перебувало 6,3 % осіб, у тому числі 9,2 % дітей у віці до 18 років та 10,1 % осіб у віці 65 років та старших.
Цивільне працевлаштоване населення становило 1220 осіб. Основні галузі зайнятості: виробництво — 26,2 %, освіта, охорона здоров'я та соціальна допомога — 18,7 %, мистецтво, розваги та відпочинок — 11,7 %, роздрібна торгівля — 10,2 %.